# 多格伍德 (伊利諾伊州)
多格伍德（英語：Dogwood）是位於美國伊利諾伊州克勞福德縣的一個非建制地區。該地的面積和人口皆未知。

## 地理
多格伍德的座標為39°03′50″N 87°53′27″W / 39.06389°N 87.89083°W，而該地的平均海拔高度為152米（即499英尺）。